# 立花未沙
立花 未沙（たちばなみさ、1972年7月16日 - ）は、日本のAV女優。

## 人物・来歴
- 出身地：東京都
- 1989年デビュー
- 1993年引退
- 所属：新日本プロジェクト

## 出演作品

### VHS
- 激走! 48時間鉄人FUCK 立花未沙の性春メモリアル（1991年2月29日、新東宝）
- バトルSEX イクかソルかの大死闘（1992年、笠倉出版社）
- DX歌舞伎町発24時（1992年3月27日、Junk）
- 女体サーカス奇譚 囚われの乳姫（1992年8月8日、SODOM）
- ボディコンハンター5 Tバックスレイブ（1993年1月22日、シネマジック）
- 背徳のエロチカNo.1 猥褻な隷奴（1993年3月5日、アートビデオ）
- ビザールコレクション・嗜虐の天使たち グルメの館へようこそ ＶOL.1（1993年12月5日、アートビデオ） 過去作品のダイジェスト編集版。
- [嗜痛愛]を昇りつめる女たち アルゴラグニア官能(I) （1999年2月19日、アートビデオ）『背徳のエロチカNo.1 猥褻な隷奴』、『背徳令嬢隷獣遊戯』、『獣奇コレクターNo.8 妄想奴隷・地下室の性獣』、以上三本のVHS作品のダイジェスト編集版。
- 背徳のエロチカNO.1 〔改訂復刻版〕猥褻な隷奴（1999年6月24日、アヴァ）

### DVD
- DX歌舞伎町発24時 Adult Selection7（2000年11月1日、PIGEON） 『DX歌舞伎町発24時』の復刻版。
- ボディコンハンター VOL.2（2005年4月22日、シネマジック） ジャケットにて立花美沙と誤記。『ボディコンハンター 監禁・調教・飼育』、『ボディコンハンター3』、『ボディコンハンター5 Tバックスレイブ』、以上三本のVHS作品の復刻版。
- アルゴラグニア官能 I+II（2014年04月23日、アヴァ） 『[嗜痛愛]を昇りつめる女たち アルゴラグニア官能(I)』、『[嗜痛愛]を昇りつめる女たち アルゴラグニア官能(II)』、以上二本のVHS作品の復刻版。
- ビザールオルガズム56（2014年11月20日、アヴァ） 『妖画SM 秘戯画報[6]』、『デザイア[欲望]3 軽蔑の肉奴』、『背徳のエロチカNo.1 猥褻な隷奴』、以上三本のVHS作品のダイジェスト編集版。
- Sライン快楽調教 永遠のボディコンマニアック（2015年6月19日、シネマジック） 過去作品のダイジェスト編集版。